# Municipio Tacopaya
Das Municipio Tacopaya ist ein Verwaltungsbezirk im Departamento Cochabamba im südamerikanischen Anden-Staat Bolivien.

## Lage im Nahraum
Das Municipio Tacopaya ist eines von zwei Municipios der Provinz Arque. Es grenzt im Westen an das Departamento Oruro, im Süden an die Provinz Bolívar, im Osten an das Municipio Arque und im Norden an die Provinz Tapacarí.
Der zentrale Ort des Municipios ist Tacopaya mit 535 Einwohnern im östlichen Teil des Municipios. (2012)

## Geographie
Das Municipio Tacopaya liegt zwischen dem bolivianischen Altiplano im Westen und der Cordillera Oriental im Osten an den nördlichen Ausläufern der Cordillera Central.
Das Klima der Region ist semiarid und ein typisches Tageszeitenklima, bei dem die täglichen Temperaturschwankungen deutlicher ausgeprägt sind als die Temperaturunterschiede im Jahresverlauf (siehe Klimadiagramm Arque).
Die jährliche Durchschnittstemperatur liegt bei etwa 10 bis 11 °C, wobei die Monatsdurchschnittswerte im Juni/Juli bei nur 6 bis 7 °C liegen und die Sommerwerte im Januar/Februar bei 13 °C. Der Jahresniederschlag beträgt etwa 600 mm, regenreichster Monat ist der Januar mit 140 mm; von Mai bis August herrscht eine Trockenzeit mit Monatsniederschlägen von unter 10 mm.

## Bevölkerung
Die Einwohnerzahl ist zwischen 1992 und 2024 nur geringfügig angestiegen:
| Jahr | Einwohner | Quelle       |
| ---- | --------- | ------------ |
| 1992 | 9.271     | Volkszählung |
| 2001 | 11.968    | Volkszählung |
| 2012 | 10.106    | Volkszählung |
| 2024 | 10.549    | Volkszählung |

Die Bevölkerungsdichte des Municipios bei der Volkszählung von 2024 betrug 18,67 Einwohner/km², der Anteil der städtischen Bevölkerung ist 0,0 Prozent.
Die Lebenserwartung der Neugeborenen lag im Jahr 2001 bei 50,7 Jahren.
Der Alphabetisierungsgrad bei den über 19-Jährigen beträgt 52,9 Prozent, und zwar 75,0 Prozent bei Männern und 32,3 Prozent bei Frauen (2001).
Weitere Details zur Bevölkerungssituation zeigen die Daten der folgenden Tabelle:
| INE 1992                                 | Tacopaya (2. Sektion) |
| ---------------------------------------- | --------------------- |
| Bevölkerung                              | 9.271                 |
| 00-14 Jahre                              | 3.989                 |
| 15-64 Jahre                              | 4.717                 |
| 65 und mehr Jahre                        | 565                   |
| Alphabetisierung (ab 6 J.)               |                       |
| schreib- und lesefähig                   | 3.494                 |
| Analphabeten                             | 3.896                 |
| ohne Spezifizierung                      | 56                    |
| Höchstes Bildungsniveau (ab 6 J.)        |                       |
| keines                                   | 2.946                 |
| Grundbildung                             | 3.595                 |
| dazwischen liegendes Niveau              | 320                   |
| mittlere Bildung                         | 25                    |
| technische Bildung                       | 1                     |
| normale Bildung                          | 59                    |
| Universität                              | 1                     |
| andere                                   | 11                    |
| ohne Spezifizierung                      | 488                   |
| Meist gesprochene Sprachen               |                       |
| Quechua                                  | 7.403                 |
| Spanisch (Castellano)                    | 2.142                 |
| Aymara                                   | 59                    |
| andere indigene Sprachen                 | 0                     |
| Wasserversorgung                         |                       |
| Wasseranschluss innerhalb der Unterkunft | 10                    |
| Wasseranschluss außerhalb der Unterkunft | 52                    |
| ohne Wasseranschluss                     | 2.235                 |
| Stromanschluss                           |                       |
| mit Stromanschluss                       | 8                     |
| ohne Stromanschluss                      | 2.289                 |
| Sanitärausstattung                       |                       |
| Kanalisation                             | 1                     |
| Cámara Séptica                           | 1                     |
| andere                                   | 90                    |
| ohne Spezifizierung                      | 2.205                 |
| Religion                                 |                       |
| katholisch                               | 7.204                 |
| evangelisch                              | 1.705                 |
| andere                                   | 41                    |
| keine                                    | 97                    |
| ohne Spezifizierung                      | 208                   |

## Politik
Ergebnis der Regionalwahlen (concejales del municipio) vom 4. April 2010:
| Wahl- berechtigte |  | Wahl- beteiligung | gültige Stimmen |  | MAS-IPSP |
| ----------------- |  | ----------------- | --------------- |  | -------- |
| 4.603             |  | 4.110             | 3.494           |  | Summe    |
|                   |  | 89,3 %            | 85,0 %          |  | 100,0 %  |

Ergebnis der Regionalwahlen (elecciones de autoridades políticas) vom 7. März 2021:
| Wahl- berechtigte |  | Wahl- beteiligung | gültige Stimmen |  | MAS-IPSP | SOMOS  | MTS    | FPV    | SÚMATE | UNIDOS.CBBA |
| ----------------- |  | ----------------- | --------------- |  | -------- | ------ | ------ | ------ | ------ | ----------- |
| 4.528             |  | 3.989             | 3.491           |  | 3.125    | 131    | 92     | 89     | 23     | 11          |
|                   |  | 88,10 %           | 87,52 %         |  | 89,52 %  | 3,75 % | 2,64 % | 2,55 % | 0,66 % | 0,32 %      |

## Gliederung
Das Municipio Tacopaya untergliederte sich bei der letzten Volkszählung von 2012 in die folgenden beiden Kantone (cantones):
- 03-0602-01 Kanton Tacopaya
- 03-0602-02 Kanton Ventilla

## Ortschaften im Municipio Tacopaya
- Kanton Tacopaya
  - Tacopaya 535 Einw.

- Kanton Ventilla
  - Totora Pampa 246 Einw.